# Mistrovství světa ve sportovní střelbě 2010
Mistrovství světa ve sportovní střelbě 2010 se konalo ve dnech 29. července až 10. srpna 2010 v německém Mnichově. 

## Medailové pořadí
| Pořadí | Stát | Gold | Silver | Bronze | Celkem |
| ------ | ---- | ---- | ------ | ------ | ------ |
| 1      | CHN  | 21   | 20     | 11     | 52     |
| 2      | RUS  | 21   | 13     | 12     | 46     |
| 3      | USA  | 11   | 6      | 7      | 24     |
| 4      | ITA  | 6    | 5      | 4      | 15     |
| 5      | UKR  | 5    | 6      | 12     | 23     |
| 6      | SUI  | 5    | 2      | 3      | 10     |
| 7      | KOR  | 4    | 6      | 7      | 17     |
| 8      | GER  | 3    | 13     | 5      | 21     |
| 9      | FRA  | 3    | 4      | 5      | 12     |
| 10     | POL  | 3    | 1      | 2      | 6      |
| 11     | NOR  | 2    | 4      | 3      | 9      |
| 12     | FIN  | 2    | 2      | 3      | 7      |
| 13     | CZE  | 2    | 0      | 6      | 8      |
| 14     | IND  | 2    | 0      | 1      | 3      |
| 15     | JPN  | 2    | 0      | 0      | 2      |
| 16     | SRB  | 1    | 4      | 2      | 7      |
| 17     | SVK  | 1    | 3      | 5      | 9      |
| 18     | AUT  | 1    | 3      | 1      | 5      |
| 19     | AUS  | 1    | 3      | 0      | 4      |
| 20     | DEN  | 1    | 2      | 0      | 3      |
| 20     | HUN  | 1    | 2      | 0      | 3      |
| 20     | PRK  | 1    | 2      | 0      | 3      |
| 23     | SWE  | 1    | 1      | 3      | 5      |
| 24     | BLR  | 1    | 1      | 2      | 4      |
| 25     | BRA  | 1    | 1      | 1      | 3      |
| 26     | GBR  | 1    | 0      | 3      | 4      |
| 27     | CYP  | 1    | 0      | 2      | 3      |
| 28     | ESP  | 1    | 0      | 1      | 2      |
| 28     | THA  | 1    | 0      | 1      | 2      |
| 30     | MGL  | 1    | 0      | 0      | 1      |
| 31     | SVK  | 0    | 1      | 1      | 2      |
| 32     | CHI  | 0    | 1      | 0      | 1      |
| 32     | ISR  | 0    | 1      | 0      | 1      |
| 34     | KAZ  | 0    | 0      | 2      | 2      |
| 34     | RSM  | 0    | 0      | 2      | 2      |

## Puška

### Muži

#### Puška 300 metrů - 3 pozice
| #  | Jméno          | Stát | Výkon     |
| -- | -------------- | ---- | --------- |
| 1. | Marcel Buerge  | NOR  | 1182 bodů |
| 2. | Vebjørn Berg   | NOR  | 1179 bodů |
| 3. | Josselin Henry | FRA  | 1179 bodů |

#### Puška 300 metrů - vleže
| #  | Jméno          | Stát | Výkon    |
| -- | -------------- | ---- | -------- |
| 1. | Stefan Raser   | AUT  | 599 bodů |
| 2. | Carsten Brandt | AUT  | 599 bodů |
| 3. | Vebjørn Berg   | NOR  | 598 bodů |

#### Puška 300 metrů - standardní
| #  | Jméno          | Stát | Výkon    |
| -- | -------------- | ---- | -------- |
| 1. | Josselin Henry | FRA  | 587 bodů |
| 2. | Robert Markoja | SLO  | 585 bodů |
| 3. | Vebjørn Berg   | NOR  | 584 bodů |

#### Puška 50 metrů - 3 pozice
| #  | Jméno               | Stát | Výkon       |
| -- | ------------------- | ---- | ----------- |
| 1. | Peter Sidi          | HUN  | 1275,6 bodů |
| 2. | Han Jinseop         | KOR  | 1274,2 bodů |
| 3. | Nemanja Mirosavljev | SRB  | 1273,3 bodů |

#### Puška 50 metrů - vleže
| #  | Jméno               | Stát | Výkon      |
| -- | ------------------- | ---- | ---------- |
| 1. | Sergej Martynov     | BLR  | 703,9 bodů |
| 2. | Valerian Sauveplane | FRA  | 703,8 bodů |
| 3. | Matthew Emmons      | USA  | 702,2 bodů |

#### Puška 10 metrů - vzduchová
| #  | Jméno            | Stát | Výkon      |
| -- | ---------------- | ---- | ---------- |
| 1. | Nicolo Campriani | ITA  | 702,5 bodů |
| 2. | Peter Sidi       | HUN  | 700,4 bodů |
| 3. | Gagan Narang     | IND  | 699,0 bodů |

#### Družstva - Puška 300 metrů - 3 pozice
| #  | Jméno     | Stát | Výkon     |
| -- | --------- | ---- | --------- |
| 1. | Švýcarsko | SUI  | 3516 bodů |
| 2. | Francie   | FRA  | 3513 bodů |
| 3. | Norsko    | NOR  | 3503 bodů |

#### Družstva - Puška 300 metrů - vleže
| #  | Jméno     | Stát | Výkon     |
| -- | --------- | ---- | --------- |
| 1. | USA       | USA  | 1792 bodů |
| 2. | Austrálie | AUS  | 1791 bodů |
| 3. | Francie   | FRA  | 1790 bodů |

#### Družstva - Puška 300 metrů - standardní
| #  | Jméno     | Stát | Výkon     |
| -- | --------- | ---- | --------- |
| 1. | Švýcarsko | SUI  | 1745 bodů |
| 2. | Norsko    | NOR  | 1744 bodů |
| 3. | Slovinsko | SVN  | 1740 bodů |

#### Družstva - Puška 50 metrů - 3 pozice
| #  | Jméno    | Stát | Výkon     |
| -- | -------- | ---- | --------- |
| 1. | Rusko    | RUS  | 3504 bodů |
| 2. | Norsko   | NOR  | 3501 bodů |
| 3. | Ukrajina | UKR  | 3500 bodů |

#### Družstva - Puška 50 metrů - vleže
| #  | Jméno       | Stát | Výkon     |
| -- | ----------- | ---- | --------- |
| 1. | USA         | USA  | 1791 bodů |
| 2. | Jižní Korea | KOR  | 1791 bodů |
| 3. | Rusko       | RUS  | 1790 bodů |

#### Družstva - Puška 10 metrů - vzduchová
| #  | Jméno  | Stát | Výkon     |
| -- | ------ | ---- | --------- |
| 1. | Čína   | CHN  | 1787 bodů |
| 2. | Rusko  | RUS  | 1787 bodů |
| 3. | Itálie | ITA  | 1782 bodů |

### Junioři

#### Puška 50 metrů - 3 pozice
| #  | Jméno           | Stát | Výkon     |
| -- | --------------- | ---- | --------- |
| 1. | Kim Andre Lund  | NOR  | 1166 bodů |
| 2. | Illia Charheika | BLR  | 1165 bodů |
| 3. | Serhiy Kulish   | UKR  | 1165 bodů |

#### Puška 50 metrů - vleže
| #  | Jméno              | Stát | Výkon    |
| -- | ------------------ | ---- | -------- |
| 1. | Wu Jianing         | CHN  | 595 bodů |
| 2. | Leor Ovadia Madlal | IZR  | 595 bodů |
| 3. | Sebastian Drawert  | GER  | 595 bodů |

#### Puška 10 metrů - vzduchová
| #  | Jméno             | Stát | Výkon    |
| -- | ----------------- | ---- | -------- |
| 1. | Sergiy Kasper     | UKR  | 595 bodů |
| 2. | Serhiy Kulish     | UKR  | 594 bodů |
| 3. | Alexander Dryagin | RUS  | 593 bodů |

#### Družstva - Puška 50 metrů - 3 pozice
| #  | Jméno     | Stát | Výkon     |
| -- | --------- | ---- | --------- |
| 1. | Čína      | CHN  | 3478 bodů |
| 2. | Švýcarsko | SUI  | 3469 bodů |
| 3. | Austrálie | AUS  | 3458 bodů |

#### Družstva - Puška 50 metrů - vleže
| #  | Jméno   | Stát | Výkon    |
| -- | ------- | ---- | -------- |
| 1. | Polsko  | POL  | 595 bodů |
| 2. | Německo | GER  | 595 bodů |
| 3. | USA     | USA  | 595 bodů |

#### Družstva - Puška 10 metrů - vzduchová
| #  | Jméno    | Stát | Výkon     |
| -- | -------- | ---- | --------- |
| 1. | Čína     | CHN  | 1774 bodů |
| 2. | Ukrajina | UKR  | 1772 bodů |
| 3. | Rusko    | RUS  | 1771 bodů |

### Ženy

#### Puška 300 metrů - 3 pozice
| #  | Jméno                      | Stát | Výkon    |
| -- | -------------------------- | ---- | -------- |
| 1. | Gyda Ellefsplass Olssenová | NOR  | 583 bodů |
| 2. | Charlotte Jakobsenová      | DEN  | 583 bodů |
| 3. | Eva Friedelová             | GER  | 578 bodů |

#### Puška 300 metrů - vleže
| #  | Jméno                 | Stát | Výkon    |
| -- | --------------------- | ---- | -------- |
| 1. | Bettina Bucherová     | SUI  | 599 bodů |
| 2. | Charlotte Jakobsenová | DEN  | 597 bodů |
| 3. | Catherine Houlmontová | FRA  | 597 bodů |

#### Puška 50 metrů - 3 pozice
| #  | Jméno                  | Stát | Výkon      |
| -- | ---------------------- | ---- | ---------- |
| 1. | Barbara Lechnerová     | GER  | 687,7 bodů |
| 2. | Sonja Pfeilschifterová | GER  | 685,4 bodů |
| 3. | Annik Marguetová       | SUI  | 681,2 bodů |

#### Puška 50 metrů - vleže
| #  | Jméno                 | Stát | Výkon    |
| -- | --------------------- | ---- | -------- |
| 1. | Tejaswini Sawantová   | IND  | 597 bodů |
| 2. | Joanna Ewa Nowakowska | POL  | 597 bodů |
| 3. | Olga Dovgunová        | KAZ  | 596 bodů |

#### Puška 10 metrů - vzduchová
| #  | Jméno              | Stát | Výkon      |
| -- | ------------------ | ---- | ---------- |
| 1. | I S’-ling          | CHN  | 505,6 bodů |
| 2. | Wu Liuxi           | CHN  | 501,4 bodů |
| 3. | Elania Nardelliová | ITA  | 501,0 bodů |

#### Družstva - Puška 300 metrů - 3 pozice
| #  | Jméno   | Stát | Výkon     |
| -- | ------- | ---- | --------- |
| 1. | Polsko  | POL  | 1727 bodů |
| 2. | USA     | USA  | 1723 bodů |
| 3. | Německo | GER  | 1716 bodů |

#### Družstva - Puška 300 metrů - vleže
| #  | Jméno   | Stát | Výkon     |
| -- | ------- | ---- | --------- |
| 1. | Francie | FRA  | 1787 bodů |
| 2. | Německo | GER  | 1784 bodů |
| 3. | Polsko  | POL  | 1774 bodů |

#### Družstva - Puška 50 metrů - 3 pozice
| #  | Jméno   | Stát | Výkon     |
| -- | ------- | ---- | --------- |
| 1. | USA     | USA  | 1758 bodů |
| 2. | Německo | GER  | 1757 bodů |
| 3. | Srbsko  | SRB  | 1754 bodů |

#### Družstva - Puška 50 metrů - vleže
| #  | Jméno       | Stát | Výkon     |
| -- | ----------- | ---- | --------- |
| 1. | Švýcarsko   | SUI  | 1780 bodů |
| 2. | Německo     | GER  | 1780 bodů |
| 3. | Jižní Korea | KOR  | 1779 bodů |

#### Družstva - Puška 10 metrů - vzduchová
| #  | Jméno   | Stát | Výkon     |
| -- | ------- | ---- | --------- |
| 1. | Německo | GER  | 1787 bodů |
| 2. | Čína    | CHN  | 1787 bodů |
| 3. | USA     | UAS  | 1782 bodů |

### Juniorky

#### Puška 50 metrů - 3 pozice
| #  | Jméno            | Stát | Výkon    |
| -- | ---------------- | ---- | -------- |
| 1. | Stine Nielsenová | DEN  | 587 bodů |
| 2. | Sarah Schererová | USA  | 585 bodů |
| 3. | Elin Karlssonová | SWE  | 582 bodů |

#### Puška 50 metrů - vleže
| #  | Jméno                | Stát | Výkon    |
| -- | -------------------- | ---- | -------- |
| 1. | Sharon Barazaniová   | USA  | 596 bodů |
| 2. | Sarah Beardová       | USA  | 595 bodů |
| 3. | Jennifer McIntoshová | GBR  | 594 bodů |

#### Puška 10 metrů - vzduchová
| #  | Jméno              | Stát | Výkon    |
| -- | ------------------ | ---- | -------- |
| 1. | Manchulika Manakit | JAP  | 397 bodů |
| 2. | Eunjeong Bae       | KOR  | 397 bodů |
| 3. | Dong Lijie         | CHN  | 396 bodů |

#### Družstva - Puška 50 metrů - 3 pozice
| #  | Jméno   | Stát | Výkon     |
| -- | ------- | ---- | --------- |
| 1. | USA     | USA  | 1758 bodů |
| 2. | Německo | GER  | 1757 bodů |
| 3. | Čína    | CHN  | 1754 bodů |

#### Družstva - Puška 50 metrů - vleže
| #  | Jméno    | Stát | Výkon     |
| -- | -------- | ---- | --------- |
| 1. | Česko    | CZE  | 1780 bodů |
| 2. | Rakousko | AUT  | 1772 bodů |
| 3. | Ukrajina | UKR  | 1772 bodů |

#### Družstva - Puška 10 metrů - vzduchová
| #  | Jméno       | Stát | Výkon     |
| -- | ----------- | ---- | --------- |
| 1. | Jižní Korea | KOR  | 1185 bodů |
| 2. | Rakousko    | AUT  | 1182 bodů |
| 3. | Thajsko     | THA  | 1181 bodů |

## Pistole

### Muži

#### Pistole - 50 metrů
| #  | Jméno                | Stát | Výkon      |
| -- | -------------------- | ---- | ---------- |
| 1. | Tomoyuki Matsuda     | JAP  | 669,7 bodů |
| 2. | Daemyung Lee         | KOR  | 665,2 bodů |
| 3. | Vyacheslav Podlesnyy | KAZ  | 662,1 bodů |

#### Pistole - 25 metrů
| #  | Jméno         | Stát | Výkon      |
| -- | ------------- | ---- | ---------- |
| 1. | Alexei Klimov | RUS  | 787,1 bodů |
| 2. | Zhang Jian    | CHN  | 785,6 bodů |
| 3. | Li Yuehong    | CHN  | 782,1 bodů |

#### Centrální pistole - 25 metrů
| #  | Jméno          | Stát | Výkon    |
| -- | -------------- | ---- | -------- |
| 1. | Leonid Yekimov | RUS  | 589 bodů |
| 2. | Julio Almeida  | BRA  | 586 bodů |
| 3. | Pål Hembre     | NOR  | 585 bodů |

#### Standardní pistole - 25 metrů
| #  | Jméno           | Stát | Výkon    |
| -- | --------------- | ---- | -------- |
| 1. | Hong Seong Hwan | KOR  | 577 bodů |
| 2. | Jin Yongde      | CHN  | 574 bodů |
| 3. | Julio Almeida   | BRA  | 574 bodů |

#### Vzduchová pistole - 10 metrů
| #  | Jméno            | Stát | Výkon      |
| -- | ---------------- | ---- | ---------- |
| 1. | Tomoyuki Matsuda | JAP  | 689,4 bodů |
| 2. | Andrija Zlatic   | SRB  | 689,2 bodů |
| 3. | Čin Čong-o       | KOR  | 689,1 bodů |

#### Družstva - Pistole - 50 metrů
| #  | Jméno       | Stát | Výkon     |
| -- | ----------- | ---- | --------- |
| 1. | Jižní Korea | KOR  | 1686 bodů |
| 2. | Čína        | CHN  | 1681 bodů |
| 3. | Španělsko   | ESP  | 1680 bodů |

#### Družstva - Pistole - 25 metrů
| #  | Jméno | Stát | Výkon     |
| -- | ----- | ---- | --------- |
| 1. | Čína  | CHN  | 1749 bodů |
| 2. | Rusko | RUS  | 1732 bodů |
| 3. | USA   | USA  | 1731 bodů |

#### Družstva - Centrální pistole - 25 metrů
| #  | Jméno       | Stát | Výkon     |
| -- | ----------- | ---- | --------- |
| 1. | Brazílie    | BRA  | 1748 bodů |
| 2. | Francie     | FRA  | 1739 bodů |
| 3. | Jižní Korea | KOR  | 1735 bodů |

#### Družstva - Standardní pistole - 25 metrů
| #  | Jméno       | Stát | Výkon     |
| -- | ----------- | ---- | --------- |
| 1. | Čína        | CHN  | 1704 bodů |
| 2. | Německo     | GER  | 1703 bodů |
| 3. | Jižní Korea | KOR  | 1696 bodů |

#### Družstva - Vzduchová pistole - 10 metrů
| #  | Jméno       | Stát | Výkon     |
| -- | ----------- | ---- | --------- |
| 1. | Rusko       | RUS  | 1749 bodů |
| 2. | Srbsko      | SRB  | 1747 bodů |
| 3. | Jižní Korea | KOR  | 1742 bodů |

### Junioři

#### Pistole - 50 metrů
| #  | Jméno           | Stát | Výkon    |
| -- | --------------- | ---- | -------- |
| 1. | Tomasz Palamarz | POL  | 558 bodů |
| 2. | Dino Briganti   | ITA  | 558 bodů |
| 3. | Andreas Heise   | GER  | 552 bodů |

#### Pistole - 25 metrů
| #  | Jméno                | Stát | Výkon    |
| -- | -------------------- | ---- | -------- |
| 1. | Zhou Zhiguo          | CHN  | 577 bodů |
| 2. | Long Xuan Feng       | CHN  | 574 bodů |
| 3. | Alexander Alifirenko | RUS  | 570 bodů |

#### Centrální pistole - 25 metrů
| #  | Jméno                | Stát | Výkon    |
| -- | -------------------- | ---- | -------- |
| 1. | Florian Fouquet      | FRA  | 581 bodů |
| 2. | Zhou Zhiguo          | CHN  | 580 bodů |
| 3. | Alexander Alifirenko | RUS  | 578 bodů |

#### Standardní pistole - 25 metrů
| #  | Jméno          | Stát | Výkon    |
| -- | -------------- | ---- | -------- |
| 1. | Zhou Zhiguo    | CHN  | 567 bodů |
| 2. | Aaron Sauter   | GER  | 560 bodů |
| 3. | Long Xuan Feng | CHN  | 560 bodů |

#### Vzduchová pistole - 10 metrů
| #  | Jméno         | Stát | Výkon    |
| -- | ------------- | ---- | -------- |
| 1. | Zhang Bin     | CHN  | 582 bodů |
| 2. | Lukas Grunder | SUI  | 581 bodů |
| 3. | Andrii Sokol  | UKR  | 580 bodů |

#### Družstva - Pistole - 50 metrů
| #  | Jméno   | Stát | Výkon     |
| -- | ------- | ---- | --------- |
| 1. | Německo | GER  | 1626 bodů |
| 2. | Rusko   | RUS  | 1625 bodů |
| 3. | Čína    | CHN  | 1622 bodů |

#### Družstva - Pistole - 25 metrů
| #  | Jméno   | Stát | Výkon     |
| -- | ------- | ---- | --------- |
| 1. | Čína    | CHN  | 1715 bodů |
| 2. | Německo | GER  | 1698 bodů |
| 3. | Rusko   | RUS  | 1687 bodů |

#### Družstva - Centrální pistole - 25 metrů
| #  | Jméno     | Stát | Výkon     |
| -- | --------- | ---- | --------- |
| 1. | Čína      | CHN  | 1716 bodů |
| 2. | Německo   | GER  | 1702 bodů |
| 3. | Švýcarsko | SUI  | 1701 bodů |

#### Družstva - Standardní pistole - 25 metrů
| #  | Jméno   | Stát | Výkon     |
| -- | ------- | ---- | --------- |
| 1. | Čína    | CHN  | 1673 bodů |
| 2. | Německo | GER  | 1667 bodů |
| 3. | Francie | FRA  | 1666 bodů |

#### Družstva - Vzduchová pistole - 10 metrů
| #  | Jméno     | Stát | Výkon     |
| -- | --------- | ---- | --------- |
| 1. | Čína      | CHN  | 1749 bodů |
| 2. | Ukrajina  | UKR  | 1747 bodů |
| 3. | Bělorusko | BLR  | 1742 bodů |

### Ženy

#### Pistole - 25 metrů
| #  | Jméno              | Stát | Výkon      |
| -- | ------------------ | ---- | ---------- |
| 1. | Kira Klimovaová    | RUS  | 788,8 bodů |
| 2. | Zorana Arunovicová | SRB  | 788,8 bodů |
| 3. | Lenka Marušková    | CZE  | 788,6 bodů |

#### Vzduchová pistole - 10 metrů
| #  | Jméno                  | Stát | Výkon      |
| -- | ---------------------- | ---- | ---------- |
| 1. | Zorana Arunovicová     | SRB  | 486,8 bodů |
| 2. | Lalita Yauhleuskayaová | AUS  | 485,0 bodů |
| 3. | Viktoria Chaikaová     | BLR  | 485,0 bodů |

#### Družstva - Pistole - 25 metrů
| #  | Jméno  | Stát | Výkon     |
| -- | ------ | ---- | --------- |
| 1. | Rusko  | RUS  | 1745 bodů |
| 2. | Srbsko | SRB  | 1741 bodů |
| 3. | Česko  | CZE  | 1739 bodů |

#### Družstva - Vzduchová pistole - 10 metrů
| #  | Jméno     | Stát | Výkon     |
| -- | --------- | ---- | --------- |
| 1. | Austrálie | AUS  | 1145 bodů |
| 2. | Korea     | KOR  | 1143 bodů |
| 3. | Čína      | CHN  | 1142 bodů |

### Juniorky

#### Pistole - 25 metrů
| #  | Jméno            | Stát | Výkon    |
| -- | ---------------- | ---- | -------- |
| 1. | Olga Nikulina    | RUS  | 578 bodů |
| 2. | Sara Babicz      | HUN  | 577 bodů |
| 3. | Ekaterina Levina | RUS  | 575 bodů |

#### Vzduchová pistole - 10 metrů
| #  | Jméno                   | Stát | Výkon    |
| -- | ----------------------- | ---- | -------- |
| 1. | Khongorzul Tsagaandalai | MGL  | 382 bodů |
| 2. | Alisson Gallien         | FRA  | 381 bodů |
| 3. | Kim Yeji                | KOR  | 380 bodů |

#### Družstva - Pistole - 25 metrů
| #  | Jméno       | Stát | Výkon     |
| -- | ----------- | ---- | --------- |
| 1. | Rusko       | RUS  | 1715 bodů |
| 2. | Jižní Korea | KOR  | 1712 bodů |
| 3. | Čína        | CHN  | 1699 bodů |

#### Družstva - Vzduchová pistole - 10 metrů
| #  | Jméno       | Stát | Výkon     |
| -- | ----------- | ---- | --------- |
| 1. | Jižní Korea | KOR  | 1136 bodů |
| 2. | Čína        | CHN  | 1130 bodů |
| 3. | Polsko      | POL  | 1117 bodů |

## Brokovnice

### Muži

#### Trap
| #  | Jméno             | Stát | Výkon    |
| -- | ----------------- | ---- | -------- |
| 1. | Alberto Fernández | ESP  | 143 bodů |
| 2. | Alexey Alipov     | RUS  | 142 bodů |
| 3. | Jiří Lipták       | CZE  | 142 bodů |

#### Double Trap
| #  | Jméno           | Stát | Výkon    |
| -- | --------------- | ---- | -------- |
| 1. | Joshua Richmond | USA  | 196 bodů |
| 2. | Vasily Mosin    | RUS  | 193 bodů |
| 3. | Hu Binyuan      | CHN  | 193 bodů |

#### Skeet
| #  | Jméno              | Stát | Výkon    |
| -- | ------------------ | ---- | -------- |
| 1. | Valeriy Shomin     | RUS  | 149 bodů |
| 2. | Ennio Falco        | ITA  | 149 bodů |
| 3. | Georgios Achilleos | CYP  | 149 bodů |

#### Družstva - Trap
| #  | Jméno              | Stát | Výkon    |
| -- | ------------------ | ---- | -------- |
| 1. | Čína               | CHN  | 336 bodů |
| 2. | Slovensko          | SVK  | 334 bodů |
| 3. | Spojené království | GBR  | 330 bodů |

#### Družstva - Double Trap
| #  | Jméno              | Stát | Výkon    |
| -- | ------------------ | ---- | -------- |
| 1. | USA                | USA  | 433 bodů |
| 2. | Rusko              | RUS  | 427 bodů |
| 3. | Spojené království | GBR  | 425 bodů |

#### Družstva - Skeet
| #  | Jméno   | Stát | Výkon    |
| -- | ------- | ---- | -------- |
| 1. | Kypr    | CYP  | 149 bodů |
| 2. | Itálie  | ITA  | 149 bodů |
| 3. | Francie | FRA  | 149 bodů |

### Junioři

#### Trap
| #  | Jméno             | Stát | Výkon    |
| -- | ----------------- | ---- | -------- |
| 1. | Julius Vass       | SVK  | 121 bodů |
| 2. | Giulio Fioravanti | ITA  | 120 bodů |
| 3. | Valerio Grazini   | ITA  | 118 bodů |

#### Double Trap
| #  | Jméno               | Stát | Výkon    |
| -- | ------------------- | ---- | -------- |
| 1. | Asher Noria         | IND  | 146 bodů |
| 2. | Alessandro Chianese | ITA  | 141 bodů |
| 3. | Filip Praj          | SVK  | 140 bodů |

#### Skeet
| #  | Jméno                 | Stát | Výkon    |
| -- | --------------------- | ---- | -------- |
| 1. | Jon McGrath           | USA  | 123 bodů |
| 2. | Raul Franco Bostelman | CHL  | 122 bodů |
| 3. | George Kazakos        | CYP  | 121 bodů |

#### Družstva - Trap
| #  | Jméno     | Stát | Výkon    |
| -- | --------- | ---- | -------- |
| 1. | USA       | USA  | 319 bodů |
| 2. | Španělsko | ESP  | 316 bodů |
| 3. | Itálie    | ITA  | 313 bodů |

#### Družstva - Double Trap
| #  | Jméno  | Stát | Výkon    |
| -- | ------ | ---- | -------- |
| 1. | Rusko  | RUS  | 410 bodů |
| 2. | Itálie | ITA  | 407 bodů |
| 3. | USA    | USA  | 392 bodů |

#### Družstva - Skeet
| #  | Jméno   | Stát | Výkon    |
| -- | ------- | ---- | -------- |
| 1. | Česko   | CZE  | 357 bodů |
| 2. | USA     | USA  | 356 bodů |
| 3. | Německo | GER  | 352 bodů |

### Ženy

#### Trap
| #  | Jméno              | Stát | Výkon   |
| -- | ------------------ | ---- | ------- |
| 1. | Zuzana Štefečeková | SVK  | 91 bodů |
| 2. | Liu Yingzi         | CHN  | 89 bodů |
| 3. | Jessica Rossiová   | ITA  | 87 bodů |

#### Double Trap
| #  | Jméno       | Stát | Výkon    |
| -- | ----------- | ---- | -------- |
| 1. | Li Rui      | CHN  | 115bodů  |
| 2. | Zhang Yafei | CHN  | 109 bodů |
| 3. | Kang Geeeun | KOR  | 107 bodů |

#### Skeet
| #  | Jméno             | Stát | Výkon   |
| -- | ----------------- | ---- | ------- |
| 1. | Kimberly Rhodeová | USA  | 97 bodů |
| 2. | Wei Ning          | CHN  | 96 bodů |
| 3. | Danka Barteková   | SVK  | 95 bodů |

#### Družstva - Trap
| #  | Jméno      | Stát | Výkon    |
| -- | ---------- | ---- | -------- |
| 1. | Itálie     | ITA  | 211 bodů |
| 2. | Čína       | CHN  | 209 bodů |
| 3. | San Marino | RSM  | 207 bodů |

#### Družstva - Skeet
| #  | Jméno  | Stát | Výkon    |
| -- | ------ | ---- | -------- |
| 1. | Itálie | ITA  | 149 bodů |
| 2. | Čína   | CHN  | 149 bodů |
| 3. | Kypr   | CYP  | 149 bodů |

### Juniorky

#### Trap
| #  | Jméno               | Stát | Výkon   |
| -- | ------------------- | ---- | ------- |
| 1. | Miranda Wilder      | USA  | 69 bodů |
| 2. | Catherine Skinner   | AUS  | 69 bodů |
| 3. | Rachael Lynn Heiden | AUS  | 68 bodů |

#### Skeet
| #  | Jméno         | Stát | Výkon   |
| -- | ------------- | ---- | ------- |
| 1. | Zhang Yue     | CHN  | 68 bodů |
| 2. | Nanna Nielsen | DEN  | 66 bodů |
| 3. | Roxana Manole | RUM  | 65 bodů |

#### Družstva - Trap
| #  | Jméno     | Stát | Výkon    |
| -- | --------- | ---- | -------- |
| 1. | Čína      | CHN  | 202 bodů |
| 2. | Austrálie | AUS  | 194 bodů |
| 3. | USA       | USA  | 194 bodů |

#### Družstva - Skeet
| #  | Jméno | Stát | Výkon    |
| -- | ----- | ---- | -------- |
| 1. | Čína  | CHN  | 410 bodů |
| 2. | USA   | USA  | 407 bodů |
| 3. | Rusko | RUS  | 392 bodů |

## Běžící terč

### Muži

#### Běžící terč - 50 metrů
| #  | Jméno             | Stát | Výkon    |
| -- | ----------------- | ---- | -------- |
| 1. | Emil Martinsson   | SWE  | 590 bodů |
| 2. | Maxim Stepanov    | RUS  | 589 bodů |
| 3. | Alexander Zinenko | UKR  | 589 bodů |

#### Běžící terč - 50 metrů mix
| #  | Jméno           | Stát | Výkon    |
| -- | --------------- | ---- | -------- |
| 1. | Maxim Stepanov  | RUS  | 394 bodů |
| 2. | Miroslav Jurco  | SVK  | 393 bodů |
| 3. | Emil Martinsson | SWE  | 391 bodů |

#### Běžící terč - 10 metrů
| #  | Jméno            | Stát | Výkon    |
| -- | ---------------- | ---- | -------- |
| 1. | Dmitry Romanov   | RUS  | 577 bodů |
| 2. | Zhai Yujia       | CHN  | 576 bodů |
| 3. | Krister Holmberg | FIN  | 577 bodů |

#### Běžící terč - 10 metrů mix
| #  | Jméno         | Stát | Výkon    |
| -- | ------------- | ---- | -------- |
| 1. | Jo Yong Chol  | PRK  | 385 bodů |
| 2. | Zeng Guobin   | CHN  | 384 bodů |
| 3. | Jeong You Jin | KOR  | 383 bodů |

#### Družstva - Běžící terč - 50 metrů
| #  | Jméno     | Stát | Výkon     |
| -- | --------- | ---- | --------- |
| 1. | Rusko     | RUS  | 1765 bodů |
| 2. | Švédsko   | SWE  | 1743 bodů |
| 3. | Slovensko | SVK  | 1742 bodů |

#### Družstva - Běžící terč - 50 metrů mix
| #  | Jméno     | Stát | Výkon     |
| -- | --------- | ---- | --------- |
| 1. | Rusko     | RUS  | 1169 bodů |
| 2. | Slovensko | SVK  | 1159 bodů |
| 3. | Švédsko   | SWE  | 1155 bodů |

#### Družstva - Běžící terč - 10 metrů
| #  | Jméno    | Stát | Výkon     |
| -- | -------- | ---- | --------- |
| 1. | Rusko    | RUS  | 1725 bodů |
| 2. | Čína     | CHN  | 1707 bodů |
| 3. | Ukrajina | UKR  | 1706 bodů |

#### Družstva - Běžící terč - 10 metrů mix
| #  | Jméno     | Stát | Výkon     |
| -- | --------- | ---- | --------- |
| 1. | Čína      | CHN  | 1143 bodů |
| 2. | Rusko     | RUS  | 1136 bodů |
| 3. | Slovensko | SVK  | 1133 bodů |

### Junioři

#### Běžící terč - 50 metrů
| #  | Jméno              | Stát | Výkon    |
| -- | ------------------ | ---- | -------- |
| 1. | Yuri Dovgal        | RUS  | 586 bodů |
| 2. | Sami Heikkila      | FIN  | 584 bodů |
| 3. | Alexander Naumenko | RUS  | 577 bodů |

#### Běžící terč - 50 metrů mix
| #  | Jméno               | Stát | Výkon    |
| -- | ------------------- | ---- | -------- |
| 1. | Tomi-Pekka Heikkila | FIN  | 387 bodů |
| 2. | Yuri Dovgal         | RUS  | 386 bodů |
| 3. | Josef Nikl          | CZE  | 384 bodů |

#### Běžící terč - 10 metrů
| #  | Jméno              | Stát | Výkon    |
| -- | ------------------ | ---- | -------- |
| 1. | Yuri Dobgal        | RUS  | 567 bodů |
| 2. | Alexander Naumenko | RUS  | 566 bodů |
| 3. | Josef Nikl         | CZE  | 563 bodů |

#### Běžící terč - 10 metrů mix
| #  | Jméno              | Stát | Výkon    |
| -- | ------------------ | ---- | -------- |
| 1. | Alexander Naumenko | RUS  | 377 bodů |
| 2. | Yuri Dovgal        | RUS  | 374 bodů |
| 3. | Igor Matskevych    | UKR  | 373 bodů |

#### Družstva - Běžící terč - 50 metrů
| #  | Jméno    | Stát | Výkon     |
| -- | -------- | ---- | --------- |
| 1. | Rusko    | RUS  | 1723 bodů |
| 2. | Finsko   | FIN  | 1723 bodů |
| 3. | Ukrajina | UKR  | 1705 bodů |

#### Družstva - Běžící terč - 50 metrů mix
| #  | Jméno    | Stát | Výkon     |
| -- | -------- | ---- | --------- |
| 1. | Finsko   | FIN  | 1143 bodů |
| 2. | Ukrajina | UKR  | 1143 bodů |
| 3. | Rusko    | RUS  | 1120 bodů |

#### Družstva - Běžící terč - 10 metrů
| #  | Jméno    | Stát | Výkon     |
| -- | -------- | ---- | --------- |
| 1. | Rusko    | RUS  | 1673 bodů |
| 2. | Ukrajina | UKR  | 1658 bodů |
| 3. | Finsko   | FIN  | 1649 bodů |

#### Družstva - Běžící terč - 10 metrů mix
| #  | Jméno    | Stát | Výkon     |
| -- | -------- | ---- | --------- |
| 1. | Rusko    | RUS  | 1143 bodů |
| 2. | Ukrajina | UKR  | 1136 bodů |
| 3. | Finsko   | FIN  | 1133 bodů |

### Ženy

#### Běžící terč - 10 metrů
| #  | Jméno           | Stát | Výkon    |
| -- | --------------- | ---- | -------- |
| 1. | Li Xue Yan      | CHN  | 388 bodů |
| 2. | Zhao Li Li      | CHN  | 377 bodů |
| 3. | Irina Izmalková | RUS  | 376 bodů |

#### Běžící terč - 10 metrů mix
| #  | Jméno      | Stát | Výkon    |
| -- | ---------- | ---- | -------- |
| 1. | Li Xue Yan | CHN  | 390 bodů |
| 2. | Yang Zeng  | CHN  | 386 bodů |
| 3. | Su Li      | CHN  | 382 bodů |

#### Družstva - Běžící terč - 10 metrů
| #  | Jméno    | Stát | Výkon     |
| -- | -------- | ---- | --------- |
| 1. | Čína     | CHN  | 1136 bodů |
| 2. | Rusko    | RUS  | 1110 bodů |
| 3. | Ukrajina | UKR  | 1101 bodů |

#### Družstva - Běžící terč - 10 metrů mix
| #  | Jméno    | Stát | Výkon     |
| -- | -------- | ---- | --------- |
| 1. | Čína     | CHN  | 1158 bodů |
| 2. | Rusko    | RUS  | 1113 bodů |
| 3. | Ukrajina | UKR  | 1136 bodů |

### Juniorky

#### Běžící terč - 10 metrů
| #  | Jméno                | Stát | Výkon    |
| -- | -------------------- | ---- | -------- |
| 1. | Valentyna Goncharova | UKR  | 370 bodů |
| 2. | Ri Hyang Sim         | PRK  | 362 bodů |
| 3. | Liudmyla Vasylyuková | UKR  | 360 bodů |

#### Běžící terč - 10 metrů mix
| #  | Jméno                | Stát | Výkon    |
| -- | -------------------- | ---- | -------- |
| 1. | Valentyna Goncharova | UKR  | 371 bodů |
| 2. | Ri Hyang Sim         | PRK  | 368 bodů |
| 3. | Liudmyla Vasylyuková | UKR  | 367 bodů |

#### Družstva - Běžící terč - 10 metrů
| #  | Jméno    | Stát | Výkon     |
| -- | -------- | ---- | --------- |
| 1. | Ukrajina | UKR  | 1079 bodů |
| 2. | Německo  | GER  | 1029 bodů |
| 3. | Rusko    | RUS  | 1010 bodů |

#### Družstva - Běžící terč - 10 metrů mix
| #  | Jméno    | Stát | Výkon     |
| -- | -------- | ---- | --------- |
| 1. | Ukrajina | UKR  | 1089 bodů |
| 2. | Německo  | GER  | 1035 bodů |
| 3. | Rusko    | RUS  | 1030 bodů |

## České naděje
- Kateřina Emmons — nepostoupila do finále
- Lenka Marušková — 3. místo